# سيريل سلاتر
سيريل سلاتر هو لاعب هوكي الجليد كندي، ولد في 27 مارس 1897 في مونتريال في كندا، وتوفي في 26 أكتوبر 1969 في مدينة كيبك في كندا.

## وصلات خارجية
- سيريل سلاتر على موقع EliteProspects.com (الإنجليزية)
- سيريل سلاتر على موقع Eurohockey.com (الإنجليزية)
- سيريل سلاتر على موقع أوليمبيديا (الإنجليزية)